# Castanheira (futebolista)
Vítor Ilídio Castanheira Penas, ou apenas Castanheira (Chaves, 7 de Setembro de 1977), é um ex-futebolista português, que jogava habitualmente a médio e agora trabalha como treinador adjunto de Abel Ferreira no Palmeiras, do Brasil.

## Carreira
Na segunda metade da época 2007/2008 jogou no Leixões por empréstimo do Braga. No final da época o empréstimo foi revalidado por mais uma época.
No início da época 2009/2010, após o Chaves, clube local de onde é natural, ter garantido a presença na Liga de Honra, Castanheira assinou um contrato válido por duas épocas pelo clube onde começara a jogar à bola, depois de ter rescindido com o Braga.
Passou também pelo Doxa, clube cipriota, como jogador.
Começou a carreira de treinador no Braga B, passando posteriormente pela equipa principal e pelo PAOK. Atualmente é adjunto de Abel Ferreira, no Palmeiras.